# Талакатту
Талакатту — надстрочный контактный диакритический знак письменности телугу являющийся нестрочным графом буквы акараму అ, в комбинации со знаком комму является нестрочным графом буквы укараму. Графически талакатту близок к гачеку и наро. В близком к телугу языке каннада словом талекатту обозначается надстрочная часть буквы. 
- Долгий звук «А» обозначается на письме знаком диргхаму.

Пример: ర — Ра (талакатту), రామా — Рама (диргхаму)
Талакатту развился из поперечной черты, которой перечеркивали начало буквы до получения "крестика" (примерно как в డ (да)). В зависимости от позиции талакатту в телугу различают три категории согласных: без талакатту, с талакатту в центре (присоединяется к букве) и с талакатту слева (пишется отдельно).
Талакатту в письменности телугу не используется отдельно, а является частью букв, потому отдельного символа юникода в основном наборе для письменности телугу для него нет, но для современной учебной литературы было предложено добавить дополнительный символ U+0C72 ౲ .